# Gorge Rapids
Die Gorge Rapids sind Stromschnellen des Waipara River im Mount-Aspiring-Nationalpark in der Region West Coast auf der Südinsel Neuseelands. Sie liegen einige hundert Meter östlich der Mündung des Flusses in den Arawhata River.